# Anastasija Soprunowa
Anastasija Walerjewna Soprunowa (ros. Анастасия Валерьевна Сопрунова; ur. 14 stycznia 1986 w Ust-Kamienogorsku) – kazachska lekkoatletka specjalizująca się w biegach płotkarskich.
Srebrna medalistka halowych mistrzostw Azji z 2008. Rok później zdobyła brąz na halowych igrzyskach azjatyckich w Hanoi. Czwarta zawodniczka igrzysk azjatyckich z 2010. W kolejnym sezonie zajęła 5. miejsce na mistrzostwach Azji oraz startowała na uniwersjadzie i mistrzostwach świata. Piąta zawodniczka halowych mistrzostw kontynentu z 2012. W tym samym roku startowała na igrzyskach olimpijskich w Londynie, odpadając wówczas z rywalizacji w fazie eliminacyjnej. Wicemistrzyni Azji z 2013.
W 2016 zdobyła złoto halowych mistrzostw Azji, jednakże po zawodach wykryto w jej organizmie niedozwolony doping. Zawodniczce odebrano medal i ukarano ją czteroletnią dyskwalifikacją (do 29 lutego 2020).
Wielokrotna złota medalistka mistrzostw Kazachstanu na stadionie i w hali.

## Osiągnięcia
| Rok  | Impreza                               | Miejsce    | Konkurencja                     | Lokata     | Wynik |
| ---- | ------------------------------------- | ---------- | ------------------------------- | ---------- | ----- |
| 2003 | Mistrzostwa świata juniorów młodszych | Sherbrooke | bieg na 100 metrów przez płotki | eliminacje | 14,35 |
| 2008 | Halowe mistrzostwa Azji               | Doha       | bieg na 60 metrów               | 8. miejsce | 7,77  |
| 2008 | Halowe mistrzostwa Azji               | Doha       | bieg na 60 metrów przez płotki  | 2. miejsce | 8,34  |
| 2009 | Uniwersjada                           | Belgrad    | bieg na 100 metrów przez płotki | półfinał   | 13,55 |
| 2009 | Halowe igrzyska azjatyckie            | Hanoi      | bieg na 60 metrów przez płotki  | 3. miejsce | 8,39  |
| 2009 | Mistrzostwa Azji                      | Kanton     | bieg na 100 metrów przez płotki | 8. miejsce | 13,94 |
| 2010 | Igrzyska azjatyckie                   | Kanton     | bieg na 100 metrów przez płotki | 4. miejsce | 13,28 |
| 2011 | Mistrzostwa Azji                      | Kobe       | bieg na 100 metrów przez płotki | 5. miejsce | 13,32 |
| 2011 | Uniwersjada                           | Shenzhen   | bieg na 100 metrów przez płotki | półfinał   | 13,43 |
| 2011 | Mistrzostwa świata                    | Daegu      | bieg na 100 metrów przez płotki | eliminacje | 13,43 |
| 2012 | Halowe mistrzostwa Azji               | Hangzhou   | bieg na 100 metrów przez płotki | 5. miejsce | 8,47  |
| 2012 | Igrzyska olimpijskie                  | Londyn     | bieg na 100 metrów przez płotki | eliminacje | 14,35 |
| 2013 | Mistrzostwa Azji                      | Pune       | bieg na 100 metrów przez płotki | 2. miejsce | 13,44 |
| 2013 | Mistrzostwa świata                    | Moskwa     | bieg na 100 metrów przez płotki | eliminacje | 13,85 |
| 2016 | Halowe mistrzostwa Azji               | Doha       | bieg na 60 metrów przez płotki  | 1. miejsce | 8,17  |

## Rekordy życiowe
- Bieg na 60 metrów przez płotki (hala) – 8,26 (2010)
- Bieg na 100 metrów przez płotki – 12,95 (2012)